# Ochranná lhůta pro živočišné produkty
Ochranná lhůta pro živočišné produkty je pojem, který se týká veterinárního léčiva a živočišných produktů z hospodářských zvířat, jimž byl podán léčivý přípravek. Dle veterinárního zákona (zákon č. 166/1999 Sb., o veterinární péči ve znění pozdějších předpisů) je ochranná lhůta definována jako období mezi posledním podáním léčivého přípravku zvířatům za běžných podmínek jeho používání a okamžikem, kdy lze od těchto zvířat získávat živočišné produkty určené k výživě člověka tak, aby bylo zajištěno, že potraviny neobsahují rezidua léčivých látek v množstvích přesahujících maximální limity stanovené zvláštními právními předpisy a předpisy Evropských společenství.  Jinými slovy to znamená dobu od posledního podání přípravku, po kterou zvíře nesmí být jatečně zpracováno a po kterou nesmí být jeho produkty (maso, mléko, vejce, med) využity ke konzumaci člověkem. Nebo z jiného pohledu: Maso či další živočišné produkty, jež byly získány od léčených zvířat před uplynutím ochranné lhůty může obsahovat rezidua léčiv, které mohou mít negativní vliv na zdraví člověka.

## Fakta o ochanné lhůtě vyplývající z Evropské legislativy
Každý veterinární léčivý přípravek určený k terapii hospodářských zvířat (respektive zvířat jejichž produkty jsou určeny k výživě člověka) musí obsahovat údaj o ochranné lhůtě. Pokud se jedná o přípravek pro více druhů zvířat, musí být uvedeno zvlášť pro každý druh. Ochranná lhůta se uvádí zvlášť pro maso, orgány, mléko či další produkty (např. vejce u drůbeže). Chovatelé a veterinární lékaři jsou povinni respektovat tyto ochranné lhůty při odesílání léčených zvířat  k porážce či při získávání produktů z nich (mléko, vejce, med). Dozorovým orgánem je Státní veterinární správa ale také Státní zemědělská a potravinářská inspekce.
Porušení ochranných lhůt lze zjistit nejčastěji laboratorní analýzou živočných produktů, tedy nálezem reziduií lečiv v potravinách živočišného původu překračující povolené limity.
Při použití veterinárních léčivých přípravků v ekologickém zemědělství platí vždy dvojnásobná ochranná lhůta.